# Марин Петров (футболист, р. 1988)
Вижте пояснителната страница за други личности с името Марин Петров.
Марин Александров Петров е български футболист, защитник.

## Биография
Роден на 26 юли 1988 година в град Нови Пазар. Започва кариерата си в юношеските формации на Ботев (Нови Пазар). От 2008 година е играч на Ботев (Нови Пазар). Шампион на „А“ окръжна група Шумен за 2008 година с Ботев (Нови Пазар). Марин Петров е обявен за герой на Ботев, след като вкарва победната дузпа срещу отбора на Мокреш и праща Ботев (Нови Пазар) във „В“ Североизточна група.